# Montmorency, Val-d'Oise
Montmorency là một xã trong vùng hành chính Île-de-France, thuộc tỉnh Val-d’Oise, quận Sarcelles, tổng Montmorency (chef-lieu). Tọa độ địa lý của xã là 48° 59' vĩ độ bắc, 2° 19' kinh độ đông. Montmorency nằm trên độ cao trung bình là 130 mét trên mực nước biển, có điểm thấp nhất là 42 mét và điểm cao nhất là 175 mét. Xã có diện tích 5,37 km², dân số vào thời điểm 1999 là 20576 người; mật độ dân số là 3832 người/km².

## Thông tin nhân khẩu
| 1936   | 1946   | 1954   | 1962   | 1968   | 1975   | 1982   | 1990   | 1999   |
| ------ | ------ | ------ | ------ | ------ | ------ | ------ | ------ | ------ |
| 10 535 | 11 126 | 14 094 | 16 369 | 18 691 | 20 860 | 20 798 | 20 920 | 20 599 |

## Các thành phố kết nghĩa
- Kehl, Đức
- Knutsford, Anh

## Nhân vật nổi tiếng
- Jean-Jacques Rousseau đã sống từ 1756 đến 1762 trong Montmorency.

## Địa điểm tham quan
- Viện bảo tàng Jean-Jacques-Rousseau
- Nhà thờ Collégiale Saint-Martin
- Auberge du Cheval blanc
- Maison des Commères
- Lâu đài Gaillard
- Lâu đài của Duc de Dino